# キンシウリ
キンシウリ（金糸瓜、錦糸瓜、学名: Cucurbita pepo）は、ウリ科カボチャ属ペポ種に属する一年生のペポカボチャの一変種。アメリカ大陸原産。

## 名称
ほぐした果肉の形状にちなむ名称が各国語でつけられている。日本語では、ソウメンカボチャ（素麺南瓜）、ソウメンウリ（素麺瓜）、イトカボチャ（糸南瓜）ともいう。ヘタと先を切り落として適当な大きさに輪切りにし、水から茹で、20分弱経ったら冷水に入れると、果肉の部分がほぐれて素麺状になるため、「ソウメンカボチャ」や「ソウメンウリ」の名がある。
中国語では、「金糸瓜」（繁体字: 金絲瓜、簡体字: 金丝瓜、拼音: jīnsīguā）のほか、ほぐした果肉がほぐしたフカヒレ（魚翅）に似ていることから「魚翅瓜」（繁体字: 魚翅瓜、簡体字: 鱼翅瓜、拼音: yúchìguā）とも書く。また英語においても、spaghetti squashの名前がつけられている。

## 栽培
日本には明治期に入って導入され、寒冷な気候にも比較的強く北日本でも栽培されている。日本での植付けの時期は春であり、収穫期は夏である。

## 利用
食材として加熱して食べる。完熟したかたい果実を串が通るぐらい茹でるか蒸すかすると、果肉がそうめんのように糸状にほぐれる。主に酢の物や和え物、汁の実にして食べる。
オーブンで焼いたり蒸したりしてもよい。カボチャ類の中では比較的カロリーが低くてあっさりしており、日本では酢の物やマヨネーズ和えにして食べる。欧米では主菜のつけ合わせに用いられることが多く、パスタの代わりにソースをかけて食べることもある。中国上海市の崇明島では特産品のひとつとなっており、漬物に加工することも行われている。

### 栄養価
ペポカボチャの仲間であるが、西洋カボチャに近い栄養素を持ちつつも、西洋カボチャと比べて水分量は多く含まれていているため、栄養素は全体的にやや少なめと考えられている。野菜としては低エネルギーの食材であるが、カロテン（体内でビタミンAに変化する）、ビタミンB群、ビタミンC 、カリウム、食物繊維が豊富である。独特の食感が食欲をそそり、ダイエット向きの食材としてみる向きもある。

## ギャラリー

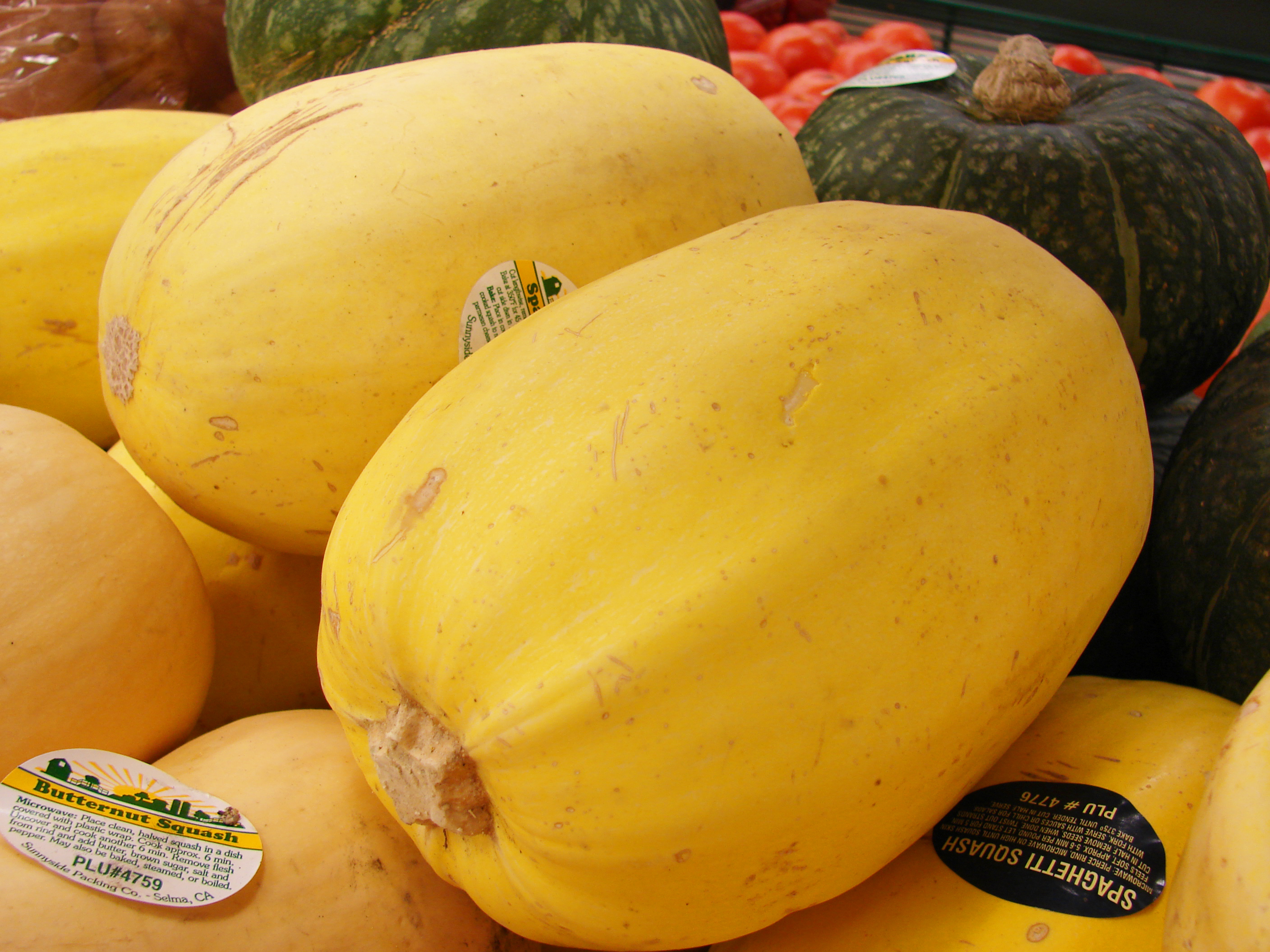
果実
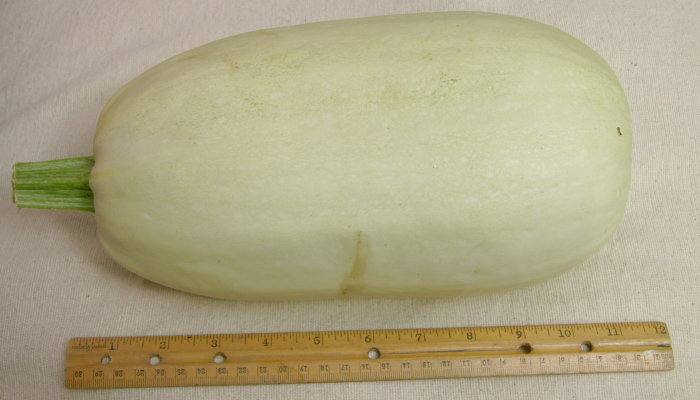
果実
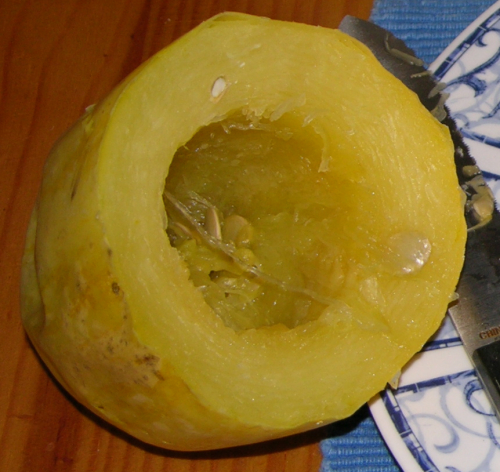
調理したところ
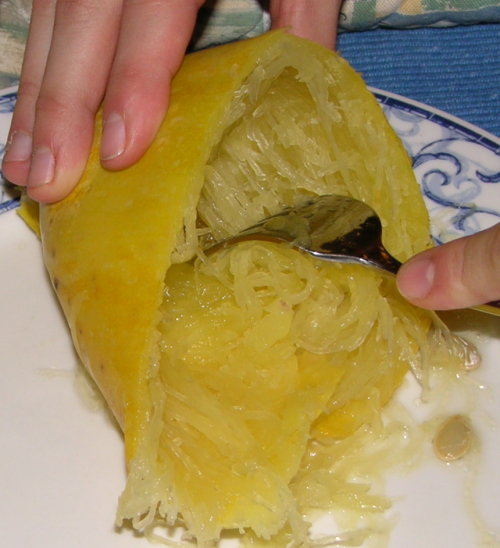
糸状にほぐしたところ
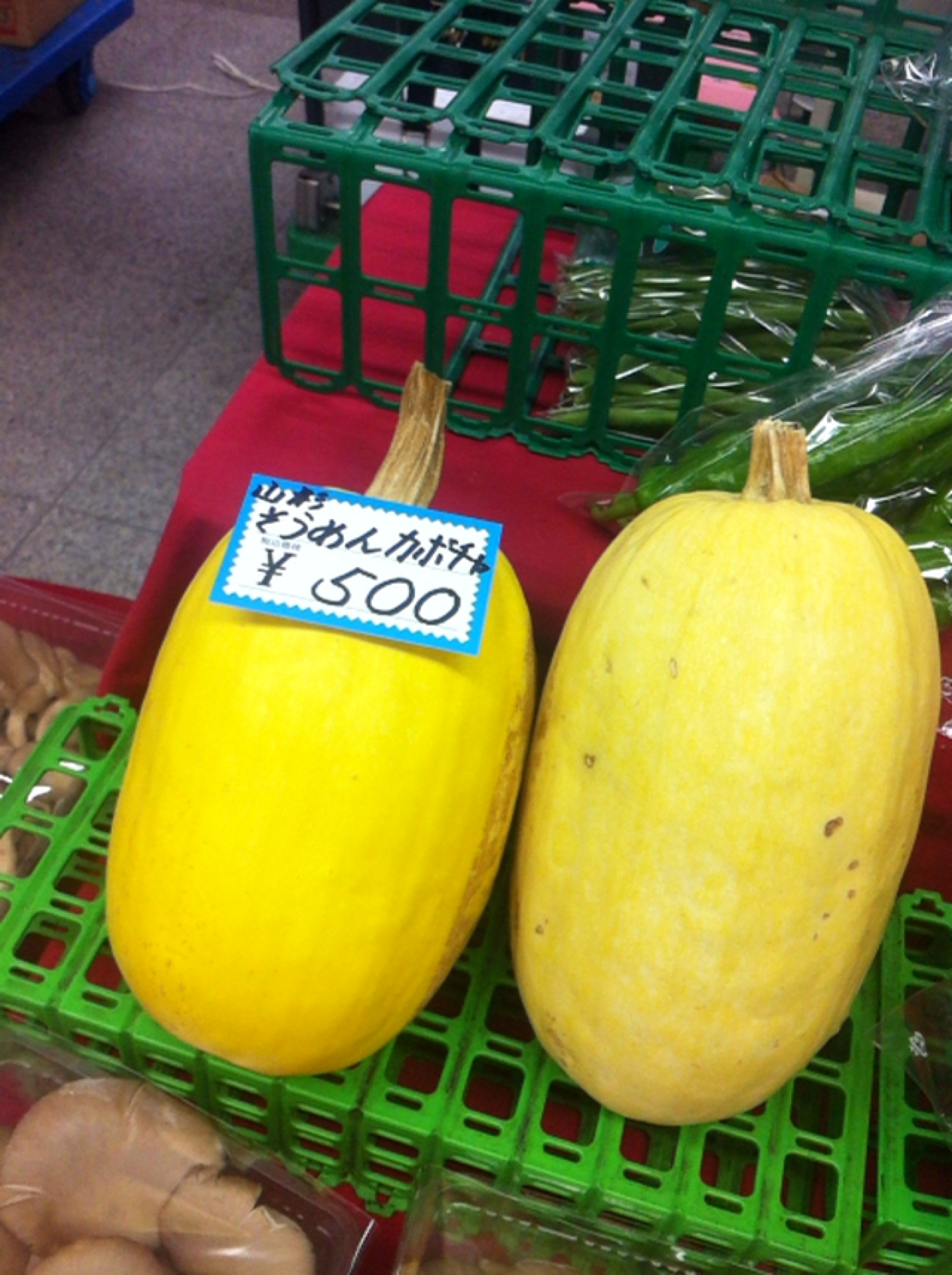
日本の八百屋で
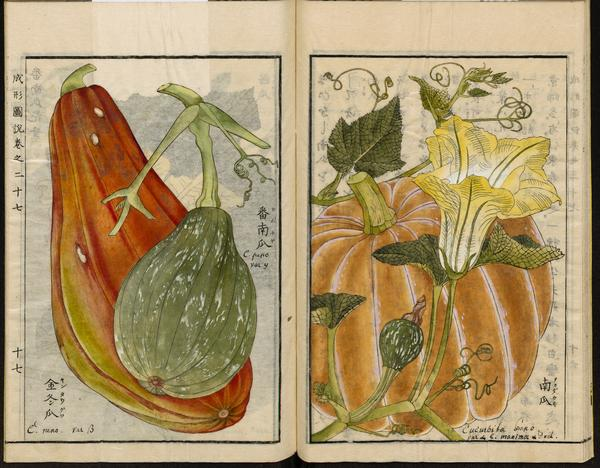
『成形図説』より（左）